# Longvilliers (Yvelines)
Longvilliers – miejscowość i gmina we Francji, w regionie Île-de-France, w departamencie Yvelines.
Według danych na rok 1990 gminę zamieszkiwało 375 osób, a gęstość zaludnienia wynosiła 27 osób/km² (wśród 1287 gmin regionu Île-de-France Longvilliers plasuje się na 878. miejscu pod względem liczby ludności, natomiast pod względem powierzchni na miejscu 197.).